# Mathieu Liesens
Mathieu Hubert Alphonse Liesens (Tongeren, 30 december 1864 - Tamines, 12 september 1924) was een Belgisch senator.

## Levensloop
Liesens was een zoon van Hubert Liesens en Elisabeth Claesen. Hij trouwde in Pâturages in 1889 met  Eugénie Caufriez. Hij promoveerde tot mijningenieur en burgerlijk bouwkundig ingenieur aan de Katholieke Universiteit Leuven. In 1885 was hij medestichter van de Limburgse studentengilde.
Hij werd directeur en bestuurder van koolmijnen, vooral afgevaardigd bestuurder van de Charbonnages de Tamines. 
Hij was verder:
- bestuurder van de Charbonnages du Carabinier','
- bestuurder van de Agglomérés Réunis, Châtelineau,
- bestuurder van de Forges, Ateliers et Fonderies Réunis, Gilly,
- bestuurder van de Société textile de fibres, Lebbeke.

Hij was ook nog:
- lid van het permanent comité voor de internationale eucharistische congressen,
- stichtend voorzitter van de pensioenkas Cercle ouvrier Saint-Joseph,
- kerkmeester van de kerk Notre-Dame des Alloux,
- voorzitter van de conférences de Saint-Vincent-de-Paul,
- voorzitter van de Association du Saint Sacrement,
- voorzitter van de coöperatieve van geteisterden in Tamines,
- ondervoorzitter van de Voorzorgskas voor mijnwerkers in Namen,
- bestuurder van de Verzekeringskas van de koolmijnen in Beneden-Samber en Charleroi,
- stichtend lid en rechter van de Werkrechtersraad in Auvelais,
- erevoorzitter van de oud-strijders van Tamines,
- erevoorzitter van de Amitiés Françaises in Tamines,
- voorzitter van de Vereniging van ingenieurs van de universiteit van Leuven,
- bestuurder en beschermheer van de School van de Aalmoezeniers van de Arbeid, Charleroi,
- beschermheer van de school Kardinaal Mercier in Schaarbeek,
- medestichter en beschermheer van de Technische school in Namen,
- voorzitter van het Comité van de Vrije Scholen in Tamines.

Hij lag aan de basis van heel wat sociale acties ten voordele van de mijnwerkers.
In 1914 trok hij weg met de bewoners van Tamines en de mijnwerkers van zijn mijn, die aldus ontsnapten aan de slachtingen die de oprukkende Duitse troepen aanrichtten. Zijn woning, het kasteel Soupart, werd vernield en hij bouwde het in 1915 weer op. Hij kon de mijn verder in activiteit houden, zodat hij zijn personeel aan het werk kon houden en deportatie naar Duitsland kon vermijden.
Zijn gezin, bestaande uit drie dochters en zes zonen, was naar Engeland gevlucht in 1914 en alle zonen meldden zich als oorlogsvrijwilliger. Vier onder hen sneuvelden aan het front of als gevolg van hun verwondingen, een vijfde bezweek later aan ziekte terwijl hij zijn broer Michel, slachtoffer van gasaanvallen, verzorgde. Weinig families werden zo zwaar door de oorlog getroffen.
Hij werd katholiek gecoöpteerd senator in 1921 en vervulde dit mandaat tot aan zijn dood.